# Левиновский, Владимир Яковлевич
Владимир Яковлевич Левиновский (1926, Саратов) — советский и российский театральный режиссёр оперно-музыкального театра, актёр, театральный педагог, публицист.

## Биография
Родился 22 ноября 1926 года в Саратове. Сын Якова Наумовича Левиновского, провизора, увлёкшегося оперным пением, а в 1935 г. ставшего солистом (баритоном) Саратовской оперы. Все четыре его сына — Анатолий (1918—2001, художественный руководитель Саратовской филармонии), Владимир, Николай (род. 1944, джазовый пианист) и Сергей (1951—2007, саксофонист) — связали свою жизнь с музыкой.
Владимир Левиновский окончил Драматическую студию при Саратовском театре драмы (1946) под руководством П. П. Васильева и Г. Н. Несмелова. В 1946—1948 годах — артист Саратовского театра драмы, одновременно учился на филологическом факультете Саратовского университета (научный руководитель Ю. Г. Оксман). Окончив университет в 1950 году, поступил на режиссёрский факультет ГИТИС (оперное отделение) в класс Б. А. Покровского (окончил в 1954 г.).
В 1954—1963 годах — режиссёр, главный режиссёр Саратовского оперно-балетного театра. Затем в 1964—1965 гг. работал режиссёром-стажёром в БДТ им. М. Горького под руководством Г. А. Товстоногова. В дальнейшем — художественный руководитель Магаданского музыкально-драматического театра имени М. Горького (1965—1974), главный режиссёр Саратовского театра оперетты (1976—1978).
В 1979 году переехал в Москву, заняв должность заместителя, а затем директора в Московском камерном музыкальном театре под руководством своего учителя Покровского. В 1984—1990 годах — старший преподаватель Российской академии театрального искусства. Кандидат искусствоведения (1990).
С 1993 года жил в Нью-Йорке. Скончался в 2022 году.

## Театральные работы

### Саратовский Театр оперы и балета имени Н. Г. Чернышевского(1954—1963)
- 1954 — «Фауст» Ш. Гуно (Дирижёр — Н. А. Шкаровский, Художник — А. В. Крюков, Балетмейстер — Э. Дятлов)
- 1954 — «Демон» А. Г. Рубинштейна (Дирижёр — А. М. Гофман, Художник — Е. М. Шуйский)
- 1955 — «Риголетто» Дж. Верди (Дирижёр — А. М. Гофман, Художник — А. В. Крюков)
- 1955 — «Корневильские колокола» Р. Планкета (Дирижёр — В. Г. Широков, Художник — А. В. Крюков)
- 1955 — «Русалка» А. С. Даргомыжского (Дирижёр — А. М. Гофман, Художник — А. В. Крюков)
- 1955 — «Чио-чио-сан» Дж. Пуччини (Дирижёр — Н. А. Шкаровский, Художник — А. В. Крюков)
- 1956 — «Тоска» Дж. Пуччини (Дирижёр — Н. А. Шкаровский, Художник — А. В. Крюков)
- 1956 — «Крылатый холоп» В. Н. Васильева (Дирижёр — А. М. Гофман, Художник — А. В. Крюков)
- 1956 — «Отелло» Дж. Верди (Дирижёр — Н. А. Шкаровский, Художник — И. В. Севастьянов). Восстановление постановки Заслуженного артиста УССР Арнольда Азрикана.
- 1956 — «Пиковая дама» П. И. Чайковского (Дирижёр — Н. А. Шкаровский, Художник — Е. М. Шуйский)
- 1957 — «Три толстяка» В. И. Рубина (Руководитель постановки — И. М. Рапопорт, Дирижёр — Н. А. Шкаровский, Художник — А. В. Крюков, художник по костюмам — М. Е. Мукосеева)
- 1957 — «Евгений Онегин» П. И. Чайковского (Дирижёр — Н. А. Шкаровский, Художник — В. В. Дмитриев)
- 1957 — «Дубровский» Э. Ф. Направника (Дирижёр — Н. А. Шкаровский, Художник — Е. М. Шуйский)
- 1958 — «Где-то на юге» Э. Кеменя (Дирижёр — В. Г. Широков, Художник — А. В. Крюков)
- 1958 — «Джоконда» А. Понкьелли (Дирижёр — Н. А. Шкаровский, Художник — Е. М. Шуйский)
- 1958 — «Самсон и Далила» К. Сен-Санса — постановка была остановлена и запрещена (Дирижёр — Н. А. Шкаровский, Художник — Е. М. Шуйский)
- 1958 — «Бал-маскарад» Дж. Верди (Дирижёр — Н. А. Шкаровский, Художник — А. Кузьмин)
- 1959 — «Укрощение строптивой» В. Я. Шебалина (Дирижёр — И. Ю. Айзикович, Художник — А. В. Крюков)
- 1959 — «Тропою грома» М. Я. Магиденко (Дирижёр — И. Ю. Айзикович, Художник — В. Аксёнов)
- 1960 — «Алеко» С. В. Рахманинова (Дирижёр — Н. А. Шкаровский, Художник — В. Аксёнов)
- 1960 — «Поэма о Волге», оратория-балет В. В. Ковалёва (Дирижёр — В. Г. Широков, Балетмейстер — В. Т. Адашевский, Художник — В. Аксёнов)
- 1960 — «Манон» Ж. Массне (Дирижёр — Н. А. Шкаровский, Художник — Е. М. Шуйский)
- 1961 — «Сельская честь» П. Масканьи (Дирижёр — Н. А. Шкаровский, Художник — Е. М. Шуйский)
- 1962 — «Волшебная флейта» В. А. Моцарт (Дирижёр — И. И. Гольберг, Сценография — Милош Томек (ЧССР))
- 1963 — «Святоплук»[чеш.] Э. Сухоня (Дирижёр — И. И. Гольберг, Сценография — Ладислав Выходил (ЧССР))

### Магаданский Музыкально-Драматический театр им. М. Горького (1965—1974)
- «Королева красоты» А. Новикова (Пьеса П. Градова, Сценография — А. Бодрова)
- «Герцогиня Герольштейнская» Ж. Оффенбаха (Пьеса А. Мельяка и Л. Галеви, Сценография — С. Болле)
- «Фиалка Монмартра» И. Кальмана (Пьеса — И. Туманов, Г. Ярон. Сценография — А. Крюков)
- «Божественная комедия» Е. Табачникова (Пьеса — И. Штока. Сценография — А. Крюков)
- «Весёлая Вдова» Ф. Легара (Пьеса — В. Масс, М. Червинский. Сценография — А. Крюков)
- «Вольный ветер» И. Дунаевского (Пьеса — В. Винников, В. Крафт. Сценография — В. Н. Мягков)
- «Моя прекрасная леди» Ф. Лоу (Пьеса — А. Д. Лернер. Сценография — В. Н. Мягков)
- «Летучая мышь» И. Штрауса (Пьеса — Н. Эрдман, М. Вольпин. Сценография — А. Крюков)
- «Восемнадцать лет» В. Соловьёв-Седой (Пьеса — В. Константинова, Б. Рацера. Сценография — В. Н. Мягков)
- «Венские проказники» И. Штрауса (Пьеса — А. Тимофеева. Сценография — Т. Д. Дидишвили)
- «Василий Тёркин» А. Новикова. Руководитель постановки дипломного спектакля Н. Малиновской (ГИТИС. Руководитель курса — Народный артист СССР Б. А. Покровский) (Пьеса — П. Градова. Сценография — Елена Богданова, Виктор Пал)
- «Требуется героиня» В. Баснера (Пьеса — Е. Гальпериной, Ю. Анненкова. Сценография — В. Иванов)
- «Не прячь улыбку» Р. Гаджиева (Пьеса — В. Есьмин, К. Крикорян. Сценография — В. Н. Мягков)
- «Цыганская любовь» Ф. Легара (Пьеса — П. Алдахина. Сценография — В. Н. Мягков)
- «Ханума» Г. Канчели (Пьеса — А. Цагарели. Сценография — А. Арутюняна)
- «Графиня Марица» И. Кальмана (Пьеса — Ю. Дмитриева. Сценография — В. Н. Мягков)
- «Возраст женщины» Г. Синисало, А. Голланда (Пьеса — Е. Шатуновского. Сценография — В. Н. Мягков)
- «Принцесса цирка» И. Кальмана (Пьеса — И. Зарубина. Сценография — В. К. Клементьева, Большой театр СССР)
- «Верка и Алые паруса» Г. Портнова (Пьеса — А. Григорьева. Сценография — В. Я. Левиновского)
- «Баядера» И. Кальмана (Пьеса — Ю. Браммера, А. Грюнвальда. Сценография — В. К. Клементьева, Большой театр СССР)
- «Фраскита» Ф. Легара (Пьеса — П. Риф и А. Сафронова. Сценография — В. Н. Мягков)
- «Поцелуй Чаниты» Ю. Милютина (Пьеса — Е. Шатуновского. Сценография — В. Н. Мягков)
- «Поздняя серенада» В. Ильина (Пьеса — Ю. Рыбчинского. Сценография — Е. Б. Алтынов)
- «Роз-Мари» Р. Фримля и Г. Стотхарта (Пьеса — О. Хаммерстайна, О. Харбаха. Сценография — В. Н. Мягков)

#### Музыкально — драматические спектакли
- «Кукла Надя и другие» В. Коростылёв (Сценография — А. Крюков)
- «Белая ночь» Т. Хренников (Пьеса — Е. Шатуновского. Сценография — В. Н. Мягков)
- «Мадридская сталь» Лопе де Вега (Сценография — Т. Д. Дидишвили)
- «Огненный мост» Б. Ромашов (Сценография — В. Н. Мягков)
- «Трёхгрошовая опера» Б. Брехт, К. Вайль (Сценография — В. Н. Мягков)
- «Между ливнями» А. Штейн (Сценография — А. Крюков)
- «Традиционный сбор» В. Розов (Сценография — В. Н. Мягков)
- «Кремлёвские куранты» Н. Погодин (Сценография — В. Н. Мягков)
- «Эффект Редькина» А. Козловский (Сценография — В. Н. Мягков)
- «Эдит Пиаф» Моно-спектакль Эммы Ленивцевой

### Новосибирский театр оперетты
- 1964 — «Божественная комедия» Е. Табачникова (Пьеса — И. Штока. Художник — А. Крюков)
- 1968 — «Цыганская любовь» Ф. Легара (Пьеса — П. Алдахина. Художник — В. Н. Мягков)

### Саратовский театр оперетты
- 1977 — «Ханума» Г. Канчели (Пьеса — А. Цагарели. Сценография — А. Арутюняна)
- 1978 — «Баядера» И. Кальмана (Пьеса — Ю. Браммера, А. Грюнвальда. Сценография — В. К. Клементьева, Большой театр СССР)

### Московский камерный музыкальный театр
- 1982 — «Нам 10 лет». Сценарий и постановка Юбилейного вечера КМТ

## Публикации
В разные годы публиковал статьи о музыкальном театре в журналах «Советская музыка», «Театр», «Музыкальная жизнь», «Театральная жизнь».

### Опубликовал монографии
- «Неизвестный Б. В. Асафьев: Театр, ставший музыкой» (США, 2003; 2-е издание: Саратов, 2007)
- «Б. А. Покровский: Музыка, ставшая театром» (Москва. РАТИ, 2008)
- «Дирижёр Александр Васильевич Павлов-Арбенин» (Санкт-Петербург, 2011)
- «Десять театральных сезонов на Колыме» (Магадан. Кордис. 2014)
- «Розы и тернии балерины» (Санкт-Петербург. Издательство Политехнического университета. 2016)
- «Балетная сцена в Саратове в 1920—1940-е гг. Очерк истории». (Санкт-Петербург. Издательство Политехнического университета. 2019)
- Сценический роман дома Прозоровых. Георгий Товстоногов в работе над «Тремя сёстрами» Антона Чехова / авт.-сост. В. Я. Левиновский. (Москва. Издательская группа NAVONA. 2021)

### Составитель сборников статей
- «Человек, говоривший о музыке» (Саратов. «Бенефит», 2008) — о своём брате Анатолии Левиновском
- «Колокол мастера» к 100-летию Б. А. Покровского, при участии Д. Ф. Морозова (Москва, РАТИ — КМТ, 2011)

### Автор статей
- «Свободный театр» Котэ Марджанишвили".- Альманах «Театр. Живопись. Кино. Музыка». Москва: ГИТИС

## Оценка творчества, ссылки
- Архив российского театрального режиссёра вернется из Нью-Йорка в Россию
- «Лагерное прошлое» магаданской сцены
- Б. Б. Цекиновский «История театрального острова». — Предисловие к книге В. Я. Левиновского «Десять театральных сезонов на Колыме»(2014).
- Глебова Елена «Встречи на „острове“ Магадан». Журнал «Страстной бульвар, 10» — Выпуск № 4-184/2015, «Театральная шкатулка».